# Politiques Undercover
Politiques Undercover est une émission de télévision française diffusée sur D8 en décembre 2014.

## Principe
L'émission consiste à grimer des personnalités politiques et à les mettre en contact avec des Français, qui ne pourront du coup pas les reconnaître. Le but est de les faire dialoguer sans la barrière du statut de l'élu et de leur faire comprendre les problèmes rencontrés au quotidien par ceux-ci.

## Participants
- Samia Ghali, sénatrice PS des Bouches-du-Rhône, maire du 8e secteur de Marseille[2].
- Thierry Mariani, député UMP des Français de l'étranger, ancien ministre chargé des Transports[2].
- Jean-Luc Romero-Michel, maire-adjoint PS du 12e arrondissement de Paris[1].
- Bernard Accoyer, député UMP de la Haute-Savoie, ancien président de l'Assemblée nationale[1].

## Critiques
L'émission, trop favorable aux participants, est comparée à une campagne d'agence de communication reprenant les codes de la téléréalité. L'émission n'attire pas beaucoup de téléspectateurs.